# Dolinka (Świny)
Dolinka (niem. Schönthälchen) – przysiółek wsi Świny w Polsce, położony w województwie dolnośląskim, w powiecie jaworskim, w gminie Bolków.
Dolinka leży na pograniczu Pogórza Kaczawskiego i Pogórza Wałbrzyskiego w Sudetach. Znajduje się pomiędzy Bolkowem a Wolbromkiem, nad Nysą Szaloną.
W latach 1975–1998 przysiółek administracyjnie należał do województwa jeleniogórskiego.
W miejscowości w 1840 r. zamieszkiwało 76 osób, a w 1905 – 220. 

## Szlaki turystyczne
- niebieski – Szlakiem Zamków prowadzący z Bolkowa do Bolkowa przez wsie: Świny, Wolbromek, Sady Dolne, Sady Górne, Nagórnik, Półwsie, Wierzchosławice.